# Biserialni koeficient korelacije
Če je spremenljivka umetno dihotomna, takrat ocenjujemo, kakšna bi bila korelacija, če bi bila spremenljivka še vedno intervalna.
Biserialni koeficient korelacije je eden izmed raznih koeficientov korelacije. Uporabimo ga za izračun korelacije med intervalno spremenljivko in umetno dihotomoizirano spremenljivko (kodirana z 1 ali 0), ki je zvezna in se normalno porazdeluje.